# リンカーン・マークLT
リンカーン・マークLT（Lincoln Mark LT）は、アメリカの自動車メーカー、フォードがリンカーンブランドで販売していた、フルサイズピックアップトラックである。11代目フォード・F-150のクルーキャブ仕様をベースにした高級ピックアップトラックであり、2002年モデルで販売されていたブラックウッドの後継モデルである。

## 初代（2006年 - 2008年）
2005年1月に2006年モデルとして発売された。後輪駆動モデルのほか、前作のブラックウッドにはなかった四輪駆動タイプもラインナップされていた。

## 2代目（2010年 - 2014年）
アメリカとカナダでは、2008年モデルをもってマークLTの販売が打ち切られ、2009年モデルとして登場する12代目フォード・F-150のプレミアム仕様によって置き換えられた。一方、メキシコではリンカーンの最量販車種となっていたことから、2009年に12代目F-150をベースとする2代目マークLTが2010年モデルとして登場した。